# Mark Allen
Mark Allen, född 22 februari 1986 i Antrim town, är en nordirländsk professionell snookerspelare.

## Karriär
Allen kvalificerade sig för snookerns proffstour till säsongen 2005/06 och fick sitt stora genombrott under 2007. Han kvalificerade sig då till VM, där han i första omgången slog ut 1997 års världsmästare Ken Doherty. Han förlorade dock mot Matthew Stevens i andra omgången.
I sin "hemmaturnering", Northern Ireland Trophy hösten 2007 nådde han för första gången semifinal i en rankingturnering. Där förlorade han mot Fergal O'Brien. Inför säsongen 2007/08 var han rankad som nummer 29 i världen, men under säsongen tog sig Allen in på topp-16 på världsrankingen, och innehar nu sextondeplatsen under säsongen 2008/09. 
I snooker-VM 2009 nådde han semifinalen efter att ha slagit ut både Ronnie O'Sullivan och Ryan Day. En månad senare vann Allen sin första större titel, Jiangsu Classic, efter att ha utklassat hemmaspelaren Ding Junhui i finalen med 6-0.
Under 2016 års UK Championship lyckades Allen att göra sitt första maximumbreak i karriären i det sjunde framet i matchen mot Rod Lawler. Allen gjorde sitt andra maximumbreak i oktober 2021 i första rundan av Northern Ireland Open, Belfast. Mark Allen vann sedan hela tävlingen.

## Teknik
Allen är naturligt högerhänt, men väljer att spela med sin kö vänsterhänt. Vid spel på längre avstånd med köstöd byter Allen till sin höger- och dominerande hand, liksom t.ex. Barry Hawkins och Judd Trump.

## Privatliv
År 2005 inledde Allen en relation med Reanne Evans, kvinnlig världsmästare i snooker. De har en dotter, född 2006, men avslutade sitt förhållande 2008. Efter uppbrottet med Evans föll Allen in i en djup depression och hade perioder där han inte lämnade sitt hem. Han talade öppet om sin sårbarhet för depression och ensamhet vid denna tid, delvis på grund av den mängd resor som krävs av en professionell snookerspelare.
År 2011 träffade Allen Kyla McGuigan. De gifte sig i maj 2013. Allens styvson Robbie McGuigan blev känd amatörsnookerspelare och vann turneringar som 16- och 21-åring. Som 13-åring gjorde Robbie sitt första maximimumbreak, 147 poäng, år 2018.
Allen och McGuigans dotter föddes 2017. I maj 2020 rapporterades att Allen och McGuigan hade separerat och höll på att skiljas. Under covid-19-pandemin tillbringade han 3-4 per dag med att leverera mat och receptbelagda läkemedel till utsatta människor i Antrim. I maj 2021 förklarade Allen sig i konkurs.

## Titlar

### Rankingtitlar
- World Open – 2012, 2013
- Players Tour Championship – 2016, 2024
- International Championship – 2018
- Scottish Open – 2018
- Northern Ireland Open – 2021, 2022
- UK Championship – 2022
- Snooker Shoot-Out – 2023
- World Grand Prix – 2023

### Mindre rankingtitlar
- Antwerp Open - 2012
- Ruhr Open - 2013
- Kay Suzanne Memorial Cup - 2013
- Paul Hunter Classic - 2014
- Bulgarian Open - 2015

### Icke-rankingtitlar
- Jiangsu Classic – 2009
- Masters - 2018
- Champion of Champions - 2020